# さよならローズガーデン
『さよならローズガーデン』は、毒田ペパ子による日本の漫画作品。略称はさよ薔薇。無料WEBマガジン『MAGxiv』にて、2018年7月9日から2020年1月13日まで連載されていた。
1900年のイギリスを舞台に、英国貴族令嬢とその日本人メイドが紡ぐ秘密を描いた作品である。

## あらすじ
憧れの作家であるヴィクター・フランクスに会うため、九條華子は一人で英吉利に渡ってきた。一か月もの間出版社に通い詰めてみたが、素性を一切明かさない彼に会うことは叶わない。途方に暮れている彼女に声をかけたのは、出版社での一部始終を目撃していた貴族令嬢のアリス・ダグラスだった。
行く当てのなかった華子は、アリスの好意により令嬢付きメイドとして雇われることになった。彼女から受けた恩に報いようとする華子は、同じ読書家であるアリスと心を通わせていく。
ある日、華子がヴィクターの消息について尋ねてみると、アリスはある条件を提示する。彼女が突き付けたのは、「私を殺して」くれれば彼に会わせるという交換条件だった。

## 登場人物
九條 華子（くじょう はなこ）
本作の主人公である令嬢付きメイド。渡英前は長崎で教師を務めていた。
ヴィクターの著作から、女性でも夢を持てるという勇気を得た。その勇気が彼女の原動力にもなっている。
アリス・ダグラス
華子が仕えるブランドン伯爵令嬢。邸宅の庭園ローズガーデンでの読書が趣味。
貴族でありながら「その名を口に出来ない愛」に悩まされている自己を嫌悪している。
イライザ・マクガヴァン
アリスの元家庭教師にして華子の同僚教師。アリスが恋心を寄せていた相手でもある。
貴族としての体裁を保ち、世間の醜聞から守るためにアリスから引き離された。女子教育普及の名目で日本に派遣されている。
エドワード
アリスの婚約者。ブランドン伯爵位の次期襲爵者でもある。
アリスに惹かれているため、華子をイライザの差し金だと決めつけ引き離そうと目論んでいる。

## 朗読劇 さよならローズガーデン
2020年2月8日・9日、東京のTACCS1179において『朗読劇 さよならローズガーデン』の公演が行われ、九條華子を小泉萌香、アリス・ダグラスを奥野香耶が演じた。

## 書誌情報
- 毒田ペパ子『さよならローズガーデン』マッグガーデン〈ブレイドコミックス〉、全3巻
  1. 2019年1月10日発売[4] ISBN 978-4-8000-0823-7
  2. 2019年8月9日発売 ISBN 978-4-8000-0883-1
  3. 2020年2月7日発売[3] ISBN 978-4-8000-0936-4